# ديك قاولد
ديك قاولد (بالإنجليزية: Dick Gould)‏ هو لاعب كرة مضرب أمريكي، ولد في 1 أكتوبر 1937 في فينتورا في الولايات المتحدة.